# Suchodol (ort i Tjeckien)
Suchodol är en ort i Tjeckien.   Den ligger i regionen Mellersta Böhmen, i den centrala delen av landet, 50 km sydväst om huvudstaden Prag. Suchodol ligger 451 meter över havet och antalet invånare är 281.
Terrängen runt Suchodol är platt åt sydost, men åt nordväst är den kuperad. Runt Suchodol är det ganska glesbefolkat, med 32 invånare per kvadratkilometer. Närmaste större samhälle är Příbram, 6,4 km sydväst om Suchodol. I omgivningarna runt Suchodol växer i huvudsak blandskog.